# Juventus Football Club 2012-2013
Questa voce raccoglie le informazioni riguardanti la Juventus Football Club nelle competizioni ufficiali della stagione 2012-2013.

## Stagione
Prima dell'inizio della stagione agonistica, in casa juventina c'è lo scontro coi vertici di FIGC e Lega Serie A sulla possibilità di inserire una terza stella sulle maglie bianconere: la società torinese considera lo scudetto 2011-2012 come il 30º della sua storia, contando nel palmarès anche i due titoli cancellati dalle sentenze di Calciopoli. La diversa posizione degli organi federali porta la Juventus alla decisione di rinunciare a esporre sulle divise anche le due precedenti stelle acquisite, inserendo invece al loro posto la scritta «30 SUL CAMPO».
Il club deve poi far fronte alle ripercussioni dell'inchiesta sullo scandalo calcioscommesse, che – nonostante non veda coinvolta la Juventus – tocca alcuni suoi tesserati per fatti contestatigli nelle loro precedenti militanze in altre squadre: la Commissione Disciplinare della FIGC proscioglie i giocatori Leonardo Bonucci e Simone Pepe dalle accuse di combine riguardanti i loro periodi rispettivamente al Bari e all'Udinese, mentre l'allenatore Antonio Conte e il suo secondo Angelo Alessio – pur professando la loro estraneità ai fatti – vengono squalificati per un'omessa denuncia inerente al loro periodo al Siena. Le sentenze a carico dei due, stabilite rispettivamente in 10 e 6 mesi in appello dalla Corte di Giustizia Federale, vengono in seguito ridotte a quattro mesi per Conte e a due per Alessio, dopo l'esito dell'ultimo grado di giudizio al Tribunale Nazionale di Arbitrato per lo Sport del CONI. Durante questo periodo è Massimo Carrera, ex giocatore bianconero e già assistente di Conte, a sostituire ad interim i due tecnici sulla panchina della Juventus. È agli ordini di quest'ultimo che la squadra affronta, l'11 agosto 2012 a Pechino, la finale di Supercoppa italiana contro il Napoli, detentore della Coppa Italia: i torinesi battono i partenopei 4-2 dopo i tempi supplementari.

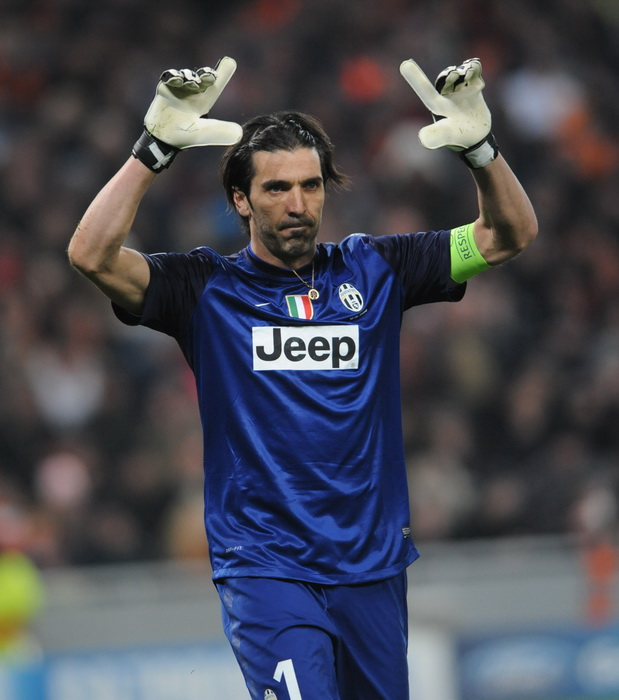
Dopo la partenza di Del Piero, Gianluigi Buffon è il nuovo capitano bianconero – dopo aver già ricoperto de facto il ruolo per larga parte della precedente annata.

La Juventus, reduce da 39 risultati utili consecutivi in campionato, inizia bene anche l'edizione 2012-2013 del campionato, vincendo le prime quattro partite e portandosi in solitaria in testa alla classifica. Intanto, il 19 settembre avviene l'esordio stagionale in Champions League, dopo due stagioni di assenza: i bianconeri, che partono direttamente dalla fase a gironi in qualità di campione d'Italia in carica, pareggiano a Stamford Bridge contro i campioni d'Europa in carica, gli inglesi del Chelsea (2-2), dopo aver rimontato un doppio svantaggio iniziale.
Alla quinta giornata di campionato, al Franchi di Firenze arriva il primo pareggio nella competizione contro la Fiorentina, cosa che consente al Napoli l'aggancio in vetta alla classifica. Bianconeri e azzurri, entrambi ancora imbattuti in campionato, arrivano allo scontro diretto di Torino primi in classifica a pari punti: i padroni di casa riescono a a risolvere a loro favore la partita (2-0) nei minuti finali. Ormai da soli in testa al campionato, la Juventus si impone nelle giornate successive contro Catania e Bologna; con quest'ultima gara, la Juventus, con 9 vittorie e un pareggio nelle prime 10 giornate, fa registrare il migliore avvio di sempre della Serie A da quando si assegnano i tre punti a vittoria. Tale vittoria rappresenta per la squadra bianconera la 49ª partita consecutiva in campionato da imbattuta, la 29ª senza sconfitte in casa e la 24ª nello Juventus Stadium; complice la contemporanea sconfitta del Napoli, inoltre, la squadra porta a +4 il vantaggio sulla seconda, che è ora l'Inter, a pochi giorni dallo scontro diretto. Il 3 novembre va infatti in scena il derby d'Italia dove, nonostante il vantaggio iniziale di Vidal dopo appena 18", i bianconeri subiscono la rimonta dei nerazzurri nel secondo tempo (1-3): termina così la serie di risultati utili per la Juventus, che subisce anche la prima sconfitta in assoluto allo Stadium, mentre restava ancora aperta l'imbattibilità esterna della squadra. I bianconeri mantennero inoltre la prima posizione in classifica, anche se con un solo punto di vantaggio proprio sui milanesi.

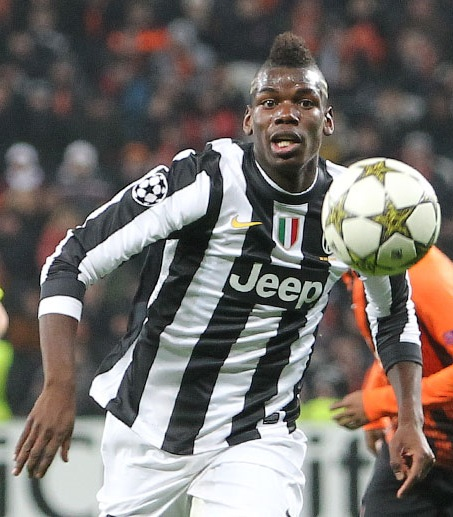
Il giovane centrocampista francese Paul Pogba, arrivato in sordina a Torino, diviene presto la maggiore rivelazione stagionale della Juventus e della Serie A, ritagliandosi in breve un posto di rilievo nella squadra bianconera.

La successiva goleada in Abruzzo contro il Pescara (6-1) vale il venticinquesimo risultato utile consecutivo esterno. La striscia d'imbattibilità esterna in campionato si chiude il 25 novembre, con la sconfitta a San Siro nella classica contro il Milan, che mantiene pertanto il proprio record di 38 partite esterne senza sconfitte. In queta fase la Juventus mantiene comunque il proprio vantaggio in classifica sulle più dirette inseguitrici, con il Napoli a –2 e la coppia Fiorentina-Inter a –4.
Il 1º dicembre si tiene, a oltre tre anni e mezzo dalla sfida precedente, il derby di Torino, che per la prima volta dal 1960 viene disputato in casa di una sola delle due squadre, in questo caso allo Juventus Stadium: i bianconeri si impongono nettamente (3-0) grazie alla doppietta di Marchisio e al gol di Giovinco, entrambi torinesi e provenienti dalle giovanili bianconere. Quattro giorni dopo, i bianconeri vincono di misura sul campo dello vittoria di misura ottenuta sul campo dello Shakhtar (1-0) è in programma l'ultima sfida della fase a gironi di Champions League: la vittoria di misura ottenuta sul campo dello Shakhtar (1-0) e chiudono al primo posto, e da imbattuti, il girone di Champions La successiva gara di campionato del 9 dicembre contro il Palermo, che vedrà la Juventus prevalere grazie a Lichtsteiner (1-0), segna il ritorno in panchina di Conte.
Grazie alla vittoria interna per 3-0 contro l'Atalanta alla 17ª giornata, e alle contemporanee sconfitte di Inter e Napoli, la Juventus è simbolicamente campione d'inverno con due giornate di anticipo. Il 2012 si chiude con la vittoria esterna sul Cagliari (3-1), con la quale la Juventus stabilisce il record di 94 punti in un anno solare, superando quello precedente di 93 stabilito dalla squadra di Fabio Capello nel 2005; in campionato, intanto, la squadra ha un margine di +8 sulla Lazio ora seconda.

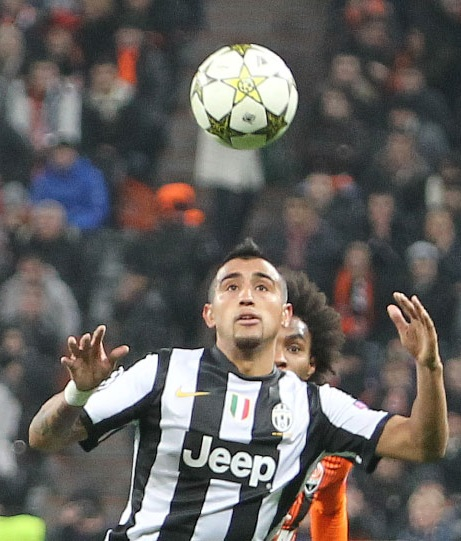
Nella sua seconda annata a Torino, il «tuttocampista» cileno Arturo Vidal mostra una più spiccata propensione offensiva che ne fa, non senza sorpresa, il maggiore goleador stagionale della Juventus.

Il 2013 si apre negativamente per la Juventus che, al giro di boa del campionato, viene sconfitta a domicilio dalla Sampdoria e e fermata sul pari sul terreno del Parma; in mezzo, la vittoria ai quarti di Coppa Italia contro il Milan ai supplementari, che vale il passaggio del turno. In campionato, Lazio e Napoli non approfittano appieno di questa parziale flessione della squadra torinese che il 19 gennaio, dopo il 4-0 casalingo all'Udinese – in cui è protagonista la giovane rivelazione Pogba, repentinamente assurto a punto fermo del centrocampo bianconero –, allunga a +5 sulle inseguitrici. Il 26 dello stesso mese la Juventus va incontro a un nuovo pareggio in campionato contro il Genoa (1-1): i bianconeri recriminano veemente per un possibile rigore non concesso nel recupero, cui seguiranno squalifiche per Bonucci, Chiellini, Vučinić e il tecnico Conte per i fatti in campo, e il dirigente Marotta per le frasi pronunciate nel dopo-gara. In campionato il Napoli si riporta a –3, mentre la Lazio non ne approfitta, scendendo a –6; tre giorni dopo, però, proprio i biancocelesti elimineranno la Juventus dalla Coppa Italia, vincendo la semifinale di ritorno a Roma (2-1) che chiude quello che è il peggiore mese dell'era Conte.
Il mese di febbraio si apre con le due vittorie in campionato contro Chievo e Fiorentina, che consentono di riallungare a +5 sul Napoli. Il 12 febbraio va in scena l'andata degli ottavi di finale di Champions League: a Glasgow la Juventus batte nettamente Celtic (3-0) con le reti di Marchisio, Vučinić e un ritrovato Matri. Il peso della coppa, però, si fa sentire sul campionato: il 16 febbraio, infatti, un lampo di Totti costa la sconfitta sul campo della Roma (1-0). La successiva vittoria contro il Siena consente comunque di mantenere a +6 la distanza dal Napoli. Si arriva così allo scontro diretto: il 1º marzo, allo stadio San Paolo, la sfida al vertice finisce in parità (1-1) e il distacco tra le due squadre si mantiene, pertanto, invariato. Cinque giorni dopo la Juventus vince anche il ritorno degli ottavi di Champions League, superando nuovamente il Celtic (2-0) e raggiungendo i quarti di finale della competizione dopo sette anni di assenza.

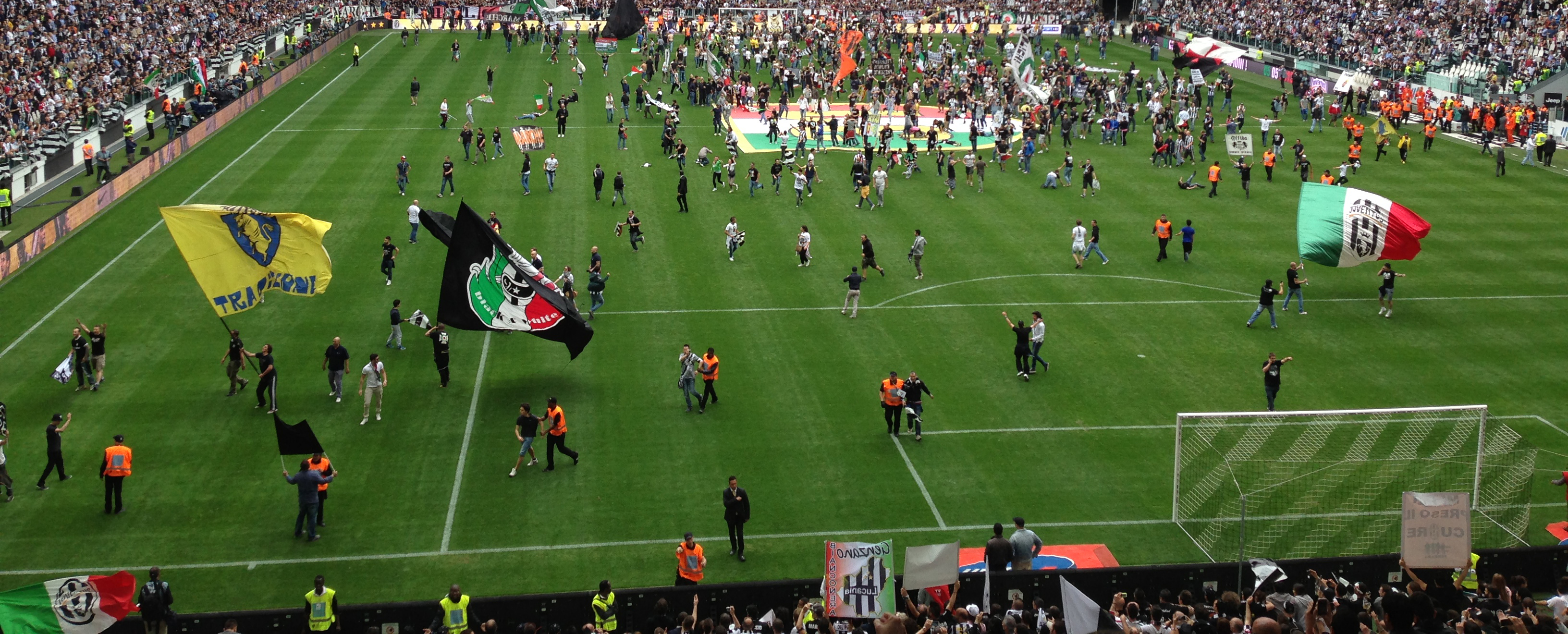
I tifosi bianconeri celebrano la conquista dello scudetto con l'invasione di campo allo Stadium, al termine della partita vinta col Palermo.

Il 10 marzo, la 28ª giornata di campionato segna un nuovo punto di svolta con la Juventus che, forte della vittoria contro il Catania ottenuta grazie al gol in extremis di Giaccherini (1-0), allunga a +9 sul Napoli, sconfitto dal Chievo. Il mese di aprile si apre con i quarti di finale di Champions League, che vede la Juventus contrapposta ai tedeschi del Bayern Monaco: contro i quotati bavaresi, futuri vincitori dell'edizione, i bianconeri subiscono una doppia sconfitta (2-0) che costa l'eliminazione dalla principale competizione europea.
In campionato, dopo la gara con il Catania, la Juventus mantiene saldo il vantaggio sul Napoli imponendosi nella trasferta di Bologna, e successivamente battendo l'Inter a San Siro e il Pescara a Torino. Con la vittoria all'Olimpico contro la Lazio nel monday night della 32ª giornata, la Juventus, complice il pareggio tra Milan e Napoli, si porta a un rassicurante +11 sulla squadra partenopea. Il vantaggio resta immutato nelle giornate successive e, dopo le vittorie con Milan e Torino, il 5 maggio, battendo di misura il Palermo (1-0) con un calcio di rigore trasformato da Vidal, la Juventus si conferma per il secondo anno consecutivo campione d'Italia. Nell'ultimo turno infrasettimanale i bianconeri vincono a Bergamo per 1-0; tre giorni dopo la Juve pareggia con 1-1 contro il Cagliari e, davanti al suo pubblico, alza la Coppa Campioni d'Italia. L'annata si conclude il 18 maggio, con una ininfluente sconfitta a Genova contro la Sampdoria (3-2), unica squadra della Serie A a non essere stata battuta in stagione dai bianconeri. La Juventus chiude così il campionato, condotto in testa dalla prima giornata e da capolista solitaria dall'ottava giornata fino alla fine, a quota 87 punti, a +9 sul Napoli, secondo, e +15 sul Milan, terzo.

## Divise e sponsor
Il fornitore tecnico per la stagione 2012-2013 è Nike, mentre come sponsor ufficiale debutta Jeep.
| Casa | Trasferta | Terza divisa |

La prima divisa è costituita dalla classica maglia a strisce bianconere, accompagnata da calzoncini e calzettoni bianchi. La seconda divisa è completamente nera, fatta eccezione per due strisce che delineano le estremità di ogni manica; il modello si rifà esplicitamente alla muta di cortesia vestita dal club nella stagione 1941-1942. Per la terza divisa viene riutilizzato il modello da trasferta visto nell'annata precedente: maglia rosa con grande stella bordata di nero, accompagnata da calzoncini e calzettoni neri. Infine per la divisa da portiere sono presenti quattro versioni a tinta unita: gialla, blu, rosa e grigia.
| 1ª portiere | 2ª portiere | 3ª portiere | 4ª portiere |

A seguito delle frizioni tra la Juventus e la FIGC in merito all'albo d'oro del campionato italiano, in essere dai fatti di Calciopoli, circa il conteggio degli scudetti del club, vengono rimosse da tutte le divise della squadra le due stelle, e contemporaneamente aggiunta sotto lo stemma la frase «30 SUL CAMPO».

## Organigramma societario
Area direttiva
- Presidente: Andrea Agnelli
- Presidenti onorari: Giampiero Boniperti e Franzo Grande Stevens
- Amministratore delegato e direttore generale: Giuseppe Marotta
- Amministratore delegato: Aldo Mazzia
- Amministratori: Carlo Barel Di Sant'Albano, Riccardo Montanaro, Pavel Nedvěd, Marzio Saà, Camillo Venesio, Khaled Fareg Zentuti
- Direttore pianificazione, controllo e progetti speciali: Stefano Bertola
- Direttore risorse umane: Alessandro Sorbone
- Responsabile gestione e controllo investimenti immobiliari: Riccardo Abrate

Area organizzativa
- Segretario sportivo: Francesco Gianello
- Team manager: Matteo Fabris

Area comunicazione
- Direttore comunicazione: Riccardo Abrate
- Responsabile information technology: Claudio Leonardi
- Addetti stampa senior: Marco Girotto
- Addetti stampa ed editoria: Fabio Ellena e Gabriella Ravizzotti
- Responsabile contenuti editoriali: Enrica Tarchi
- Comunicazione corporate: Stefano Coscia

Area marketing
- Direttore commerciale: Francesco Calvo
- Responsabile marketing: Alessandro Sandiano

Area tecnica
- Direttore sportivo e coordinatore dell'area tecnica: Fabio Paratici
- Responsabile osservatori: Mauro Sandreani
- Allenatore: Antonio Conte
- Collaboratore tecnico: Massimo Carrera
- Allenatore in seconda: Angelo Alessio
- Preparatore atletico: Paolo Bertelli
- Preparatore dei portieri: Claudio Filippi

Area sanitaria
- Responsabile settore medico: dott. Bartolomeo Goitre
- Medico sociale: dott. Luca Stefanini
- Massofisioterapisti: Dario Garbiero, Alfonso Casano, Marco Luison, Emanuele Randelli e Gianluca Scolaro

## Rosa
Rosa e numerazione aggiornate al 3 gennaio 2013.
| N. |                       | Ruolo | Calciatore                        |
| -- | --------------------- | ----- | --------------------------------- |
| 1  | Italia (bandiera)     | P     | Gianluigi Buffon (capitano)       |
| 2  | Brasile (bandiera)    | D     | Lúcio                             |
| 3  | Italia (bandiera)     | D     | Giorgio Chiellini (vice capitano) |
| 4  | Uruguay (bandiera)    | D     | Martín Cáceres                    |
| 6  | Francia (bandiera)    | C     | Paul Pogba                        |
| 7  | Italia (bandiera)     | C     | Simone Pepe                       |
| 8  | Italia (bandiera)     | C     | Claudio Marchisio                 |
| 9  | Montenegro (bandiera) | A     | Mirko Vučinić                     |
| 11 | Italia (bandiera)     | D     | Paolo De Ceglie                   |
| 12 | Italia (bandiera)     | A     | Sebastian Giovinco                |
| 13 | Italia (bandiera)     | D     | Federico Peluso                   |
| 15 | Italia (bandiera)     | D     | Andrea Barzagli                   |
| 17 | Danimarca (bandiera)  | A     | Nicklas Bendtner                  |
| 18 | Francia (bandiera)    | A     | Nicolas Anelka                    |
| 19 | Italia (bandiera)     | D     | Leonardo Bonucci                  |

| N. |                     | Ruolo | Calciatore           |
| -- | ------------------- | ----- | -------------------- |
| 20 | Italia (bandiera)   | C     | Simone Padoin        |
| 21 | Italia (bandiera)   | C     | Andrea Pirlo         |
| 22 | Ghana (bandiera)    | C     | Kwadwo Asamoah       |
| 23 | Cile (bandiera)     | C     | Arturo Vidal         |
| 24 | Italia (bandiera)   | C     | Emanuele Giaccherini |
| 26 | Svizzera (bandiera) | D     | Stephan Lichtsteiner |
| 27 | Italia (bandiera)   | A     | Fabio Quagliarella   |
| 30 | Italia (bandiera)   | P     | Marco Storari        |
| 32 | Italia (bandiera)   | A     | Alessandro Matri     |
| 33 | Cile (bandiera)     | C     | Mauricio Isla        |
| 34 | Brasile (bandiera)  | P     | Rubinho              |
| 35 | Italia (bandiera)   | A     | Stefano Beltrame     |
| 37 | Italia (bandiera)   | A     | Vincenzo Iaquinta    |
| 39 | Italia (bandiera)   | C     | Luca Marrone         |

## Calciomercato

### Sessione estiva(dal 1º/7 al 31/8)
Sul fronte del mercato, la Juventus rinforza l'organico con gli arrivi di Kwadwo Asamoah e Mauricio Isla (dall'Udinese), Lúcio (svincolato, ex Inter), Nicklas Bendtner (in prestito dall'Arsenal) e del giovane Paul Pogba (svincolato, ex Manchester United); c'è inoltre il ritorno a Torino di Sebastian Giovinco dopo le buone stagioni al Parma. Vengono confermati Cáceres e Giaccherini, mentre non vengono riscattati Borriello ed Estigarribia, che fanno definitivamente le valigie assieme a Elia e Krasić.
| Acquisti | Acquisti              | Acquisti       | Acquisti                                                                              |
| R.       | Nome                  | da             | Modalità                                                                              |
| -------- | --------------------- | -------------- | ------------------------------------------------------------------------------------- |
| P        | Francis Anacoura      | Parma          | compartecipazione (0,75 milioni €)                                                    |
| P        | Luca Baldi            | Valenzana      | prestito                                                                              |
| P        | Marco Costantino      | SPAL           | fine prestito                                                                         |
| P        | Gianluca Di Salvia    | Pisa           | fine prestito                                                                         |
| P        | Mario Kirev           | Timișoara      | fine prestito                                                                         |
| P        | Nicola Leali          | Brescia        | definitivo (3,8 milioni €)                                                            |
| P        | Andrea Montrucchio    | Grosseto       | fine prestito                                                                         |
| P        | Timothy Nocchi        | Carrarese      | fine prestito                                                                         |
| P        | Rubinho               |                | svincolato                                                                            |
| D        | Raffaele Alcibiade    | Nocerina       | riscatto compartecipazione                                                            |
| D        | Nicolás Cañizares     | Rayo Vallecano | definitivo                                                                            |
| D        | Simone Condolo        | Tricesimo      | definitivo                                                                            |
| D        | Simone Di Dio         | Perugia        | fine prestito                                                                         |
| D        | Andrea Granzotto      | Vicenza        | definitivo                                                                            |
| D        | Jacob Laursen         | Aalborg        | definitivo                                                                            |
| D        | Lúcio                 |                | svincolato                                                                            |
| D        | Alberto Masi          | Pro Vercelli   | compartecipazione                                                                     |
| D        | Alberto Masi          | Pro Vercelli   | riscatto compartecipazione (2,1 milioni €)                                            |
| D        | Riccardo Mattelli     | Foligno        | prestito                                                                              |
| D        | Andrea Melani         | Prato          | prestito                                                                              |
| D        | Marco Motta           | Catania        | fine prestito                                                                         |
| D        | Giulio Parodi         | Bari           | prestito                                                                              |
| D        | Daniele Rugani        | Empoli         | prestito                                                                              |
| D        | Raffaele Scialla      | Sassuolo       | fine prestito                                                                         |
| D        | Atila Varga           | Michalovce     | prestito con diritto di riscatto                                                      |
| D        | Reto Ziegler          | Fenerbahçe     | fine prestito                                                                         |
| C        | Kwadwo Asamoah        | Udinese        | compartecipazione (9 milioni €)                                                       |
| C        | Raffaele Bianco       | Spezia         | riscatto compartecipazione                                                            |
| C        | Filippo Boniperti     | Carpi          | fine prestito                                                                         |
| C        | Simone Braccini       | Cesena         | definitivo                                                                            |
| C        | Luca Castiglia        | SPAL           | riscatto compartecipazione                                                            |
| C        | Jacopo Ciarmela       | Ascoli         | definitivo                                                                            |
| C        | Claudio Gentile       | Taranto        | definitivo                                                                            |
| C        | Emanuele Giaccherini  | Cesena         | riscatto compartecipazione (4,25 milioni €)                                           |
| C        | Manuel Giandonato     | Lecce          | fine prestito                                                                         |
| C        | Jakub Hromada         | VSS Košice     | definitivo                                                                            |
| C        | Carlo Ilari           | Ascoli         | fine prestito                                                                         |
| C        | Elvis Kabashi         | Empoli         | prestito (0,15 milioni €) con diritto di riscatto (0,7 milioni €)                     |
| C        | Mauricio Isla         | Udinese        | compartecipazione (9,4 milioni €)                                                     |
| C        | Jorge Andrés Martínez | Cesena         | fine prestito                                                                         |
| C        | Felipe Melo           | Galatasaray    | fine prestito                                                                         |
| C        | Stefano Monteleone    | Aygreville     | prestito                                                                              |
| C        | Alessandro Padelli    | Pianese        | fine prestito                                                                         |
| C        | Michele Pazienza      | Udinese        | fine prestito                                                                         |
| C        | Paul Pogba            |                | svincolato                                                                            |
| C        | Fausto Rossi          | Brescia        | fine prestito                                                                         |
| C        | Almpertos Roussos     | Korinthos      | definitivo                                                                            |
| C        | Vykintas Slivka       | Ekranas        | prestito con diritto d'opzione                                                        |
| C        | Leonardo Spinazzola   | Siena          | compartecipazione (0,4 milioni €)                                                     |
| C        | James Troisi          |                | svincolato                                                                            |
| A        | Guilherme Appelt      | Alessandria    | fine prestito                                                                         |
| A        | Stefano Beltrame      | Novara         | riscatto compartecipazione (0,75 milioni €)                                           |
| A        | Nicklas Bendtner      | Arsenal        | prestito (0 milioni €) con diritto di riscatto (6 milioni €) e penale (0,5 milioni €) |
| A        | Richmond Boakye       | Genoa          | compartecipazione (4 milioni €)                                                       |
| A        | Leonardo Bonatini     | Cruzeiro       | prestito (0,4 milioni €) con diritto di riscatto (0,9 milioni €)                      |
| A        | Niko Bianconi         | Visé           | fine prestito                                                                         |
| A        | Alessandro Conti      | Cesena         | definitivo                                                                            |
| A        | Manuel De Mitri       | Valenzana      | definitivo                                                                            |
| A        | Oussama Essabr        | Crotone        | fine prestito                                                                         |
| A        | Manolo Gabbiadini     | Atalanta       | compartecipazione (5,5 milioni €)                                                     |
| A        | Sebastian Giovinco    | Parma          | riscatto compartecipazione (11 milioni €)                                             |
| A        | Fabio Morselli        | Carpi          | definitivo                                                                            |
| A        | Hector Otin           | Real Saragozza | definitivo                                                                            |
| A        | Vincenzo Iaquinta     | Cesena         | fine prestito                                                                         |
| A        | Cristian Pasquato     | Torino         | fine prestito                                                                         |
| A        | Alessio Sallustio     | Milan          | prestito                                                                              |

| Cessioni | Cessioni             | Cessioni        | Cessioni                                                                    |
| R.       | Nome                 | a               | Modalità                                                                    |
| -------- | -------------------- | --------------- | --------------------------------------------------------------------------- |
| P        | Francis Anacoura     | Parma           | prestito                                                                    |
| P        | Marco Costantino     | Vallée d'Aoste  | prestito                                                                    |
| P        | Alessandro Dovico    | Pro Vercelli    | prestito                                                                    |
| P        | Nicola Leali         | Lanciano        | prestito con diritto di riscatto e contro opzione                           |
| P        | Alexander Manninger  |                 | svincolato                                                                  |
| P        | Andrea Montrucchio   | Atalanta        | prestito                                                                    |
| P        | Timothy Nocchi       | Juve Stabia     | prestito con diritto di riscatto della metà del cartellino                  |
| P        | Simon Sluga          | Rijeka          | fine prestito                                                               |
| P        | Gianmarco Vannucchi  | Pro Vercelli    | prestito                                                                    |
| P        | Pietro Zamariola     | Pro Vercelli    | prestito                                                                    |
| D        | Raffaele Alcibiade   | Carrarese       | prestito                                                                    |
| D        | Nazzareno Belfasti   | Modena          | prestito                                                                    |
| D        | Edoardo Capuano      | Pro Vercelli    | definitivo                                                                  |
| D        | Gianluca Carfora     | Cuneo           | prestito                                                                    |
| D        | Rodolfo Cifarelli    | Pro Vercelli    | prestito                                                                    |
| D        | Salvatore D'Elia     | Venezia         | prestito                                                                    |
| D        | Simone Di Dio        | Vallée d'Aoste  | prestito                                                                    |
| D        | Carmine Esposito     | Campobasso      | risoluzione compartecipazione                                               |
| D        | Davide Faverato      | Pro Vercelli    | prestito                                                                    |
| D        | Vittorio Ferrero     | San Marino      | risoluzione compartecipazione (0 milioni €)                                 |
| D        | Carlos Garcia        | Perugia         | prestito                                                                    |
| D        | Claudio Gentile      | Pro Vercelli    | prestito                                                                    |
| D        | Prince Gouano        | Lanciano        | prestito con diritto di riscatto e contro opzione                           |
| D        | Fabio Grosso         |                 | svincolato                                                                  |
| D        | Nicolò Guiducci      | Genoa           | prestito                                                                    |
| D        | Matteo Liviero       | Perugia         | prestito                                                                    |
| D        | Alberto Masi         | Pro Vercelli    | prestito con diritto di riscatto e contro opzione                           |
| D        | Marco Motta          | Bologna         | prestito con diritto di riscatto della metà del cartellino                  |
| D        | Simone Napoli        | Torino          | prestito                                                                    |
| D        | Federico Rinaldi     | Pro Vercelli    | definitivo                                                                  |
| D        | Gianluca Rubin       | Südtirol        | prestito                                                                    |
| D        | Raffaele Scialla     | Pro Vercelli    | prestito                                                                    |
| D        | Tommaso Silvestri    | Casale          | risoluzione compartecipazione (0 milioni €)                                 |
| D        | Michele Somma        | Roma            | definitivo                                                                  |
| D        | Reto Ziegler         | Lokomotiv Mosca | prestito con diritto di riscatto                                            |
| C        | Gabriel Appelt       | Pro Vercelli    | prestito con diritto di riscatto e contro opzione                           |
| C        | Luca Belcastro       | Carrarese       | risoluzione compartecipazione                                               |
| C        | Raffaele Bianco      | Carpi           | prestito con diritto di riscatto                                            |
| C        | Filippo Boniperti    | Empoli          | prestito con diritto d'opzione e contro opzione                             |
| C        | Ouasim Bouy          | Brescia         | prestito con diritto di riscatto e contro opzione                           |
| C        | Eros Castelletto     | Sassuolo        | prestito                                                                    |
| C        | Luca Castiglia       | Vicenza         | compartecipazione                                                           |
| C        | Raman Chibsah        | Parma           | compartecipazione (0,75 milioni €)                                          |
| C        | Filippo Ciurca       | Pro Vercelli    | prestito                                                                    |
| C        | Nicolò Corticchia    | Carrarese       | prestito                                                                    |
| C        | Fabio Coviello       | Pro Vercelli    | definitivo                                                                  |
| C        | Dejan Danza          | Pro Vercelli    | prestito                                                                    |
| C        | Elio De Silvestro    | Pro Vercelli    | compartecipazione (0,8 milioni €)                                           |
| C        | Albin Ekdal          | Cagliari        | risoluzione compartecipazione (1,2 milioni €)                               |
| C        | Eljero Elia          | Werder Brema    | definitivo (5,5 milioni €) con bonus (2 milioni €)                          |
| C        | Marcelo Estigarribia | Dep. Maldonado  | fine prestito                                                               |
| C        | Edoardo Federici     | Pro Vercelli    | prestito                                                                    |
| C        | Giacomo Gasparotto   | Novara          | definitivo                                                                  |
| C        | Manuel Giandonato    | Vicenza         | prestito con diritto di riscatto della metà del cartellino e contro opzione |
| C        | Giuseppe Giovinco    | Carrarese       | risoluzione compartecipazione (0 milioni €)                                 |
| C        | Carlo Ilari          | Feralpisalò     | prestito                                                                    |
| C        | Miloš Krasić         | Fenerbahçe      | definitivo (7 milioni €)                                                    |
| C        | Andrea Liciardi      | Pro Vercelli    | definitivo                                                                  |
| C        | Jorge Martinez       | CFR Cluj        | prestito (0 milioni €) con bonus                                            |
| C        | Felipe Melo          | Galatasaray     | prestito (1,75 milioni €) con diritto di riscatto (6,5 milioni €)           |
| C        | Michele Pazienza     | Bologna         | definitivo (0,3 milioni €)                                                  |
| C        | Fausto Rossi         | Brescia         | prestito con diritto di riscatto e contro opzione                           |
| C        | Federico Sigismondi  | Pro Vercelli    | definitivo                                                                  |
| C        | Leonardo Spinazzola  | Empoli          | prestito                                                                    |
| C        | Saphir Taïder        | Bologna         | risoluzione compartecipazione (2,35 milioni €)                              |
| C        | James Troisi         | Atalanta        | compartecipazione (2 milioni €)                                             |
| A        | Niko Bianconi        | Poggibonsi      | prestito                                                                    |
| A        | Richmond Boakye      | Sassuolo        | prestito                                                                    |
| A        | Marco Borriello      | Roma            | fine prestito                                                               |
| A        | Stefano De Crescenzo | Bari            | prestito                                                                    |
| A        | Alessandro Del Piero |                 | svincolato                                                                  |
| A        | Manolo Gabbiadini    | Bologna         | prestito (0 milioni €)                                                      |
| A        | Alberto Libertazzi   | Novara          | compartecipazione (0,45 milioni €)                                          |
| A        | Francesco Margiotta  | Carrarese       | prestito                                                                    |
| A        | Cristian Pasquato    | Udinese         | compartecipazione (1,5 milioni €)                                           |
| A        | Giuseppe Ponsat      | Pro Vercelli    | definitivo                                                                  |

### Sessione invernale(dal 3/1 al 31/1)
| Acquisti | Acquisti            | Acquisti         | Acquisti                                                          |
| R.       | Nome                | da               | Modalità                                                          |
| -------- | ------------------- | ---------------- | ----------------------------------------------------------------- |
| P        | Alberto Gallinetta  | Parma            | compartecipazione (1 milione €)                                   |
| P        | Gianmarco Vannucchi | Pro Vercelli     | fine prestito                                                     |
| D        | Raffaele Alcibiade  | Carrarese        | fine prestito                                                     |
| D        | Nazzareno Belfasti  | Modena           | fine prestito                                                     |
| D        | Salvatore D'Elia    | Venezia          | fine prestito                                                     |
| D        | Simone Di Dio       | Vallée d'Aoste   | definitivo                                                        |
| D        | Prince Gouano       | Lanciano         | fine prestito                                                     |
| D        | Alberto Masi        | Pro Vercelli     | fine prestito                                                     |
| D        | Federico Peluso     | Atalanta         | prestito con diritto di riscatto                                  |
| D        | Andrea Vasario      | Chieri           | fine prestito                                                     |
| D        | Reto Ziegler        | Lokomotiv Mosca  | fine prestito                                                     |
| C        | Filippo Boniperti   | Empoli           | fine prestito                                                     |
| C        | Marcel Buchel       | Siena            | compartecipazione (1,5 milioni €)                                 |
| C        | Michele Cavion      | Vicenza          | definitivo (1 milione €)                                          |
| C        | Nicolò Corticchia   | Carrarese        | fine prestito                                                     |
| C        | Anastasios Donis    | Panathīnaïkos    | definitivo                                                        |
| C        | Manuel Giandonato   | Vicenza          | fine prestito                                                     |
| C        | Stefano Monteleone  | Aygreville       | prestito                                                          |
| C        | Hasan Pepic         | Dinamo Dresda    | definitivo                                                        |
| C        | Vajebah Sakor       | Asker            | definitivo                                                        |
| C        | Matteo Sansone      | Cuneo            | fine prestito                                                     |
| C        | Leonardo Spinazzola | Empoli           | fine prestito                                                     |
| C        | José Cevallos       | LDU Quito        | prestito (0,22 milioni €) con diritto di riscatto (1,5 milioni €) |
| A        | Nicolas Anelka      | Shanghai Shenhua | definitivo (0 milioni €)                                          |

| Cessioni | Cessioni            | Cessioni     | Cessioni                                                                    |
| R.       | Nome                | a            | Modalità                                                                    |
| -------- | ------------------- | ------------ | --------------------------------------------------------------------------- |
| P        | Gianmarco Vannucchi | Pro Vercelli | prestito                                                                    |
| D        | Raffaele Alcibiade  | Honvéd       | prestito                                                                    |
| D        | Nazzareno Belfasti  | Gubbio       | prestito con premio di valorizzazione                                       |
| D        | Salvatore D'Elia    | Vicenza      | definitivo (0,4 milioni €)                                                  |
| D        | Simone Di Dio       | Martina      | compartecipazione                                                           |
| D        | Andrea Ferrando     | Pro Vercelli | prestito                                                                    |
| D        | Prince Gouano       | Vicenza      | prestito con diritto di riscatto della metà del cartellino                  |
| D        | Alberto Masi        | Ternana      | prestito con diritto di riscatto e contro opzione                           |
| D        | Riccardo Mattelli   | Foligno      | fine prestito                                                               |
| D        | Reto Ziegler        | Fenerbahçe   | prestito (0,25 milioni €)                                                   |
| C        | Filippo Boniperti   | Parma        | compartecipazione (1 milione €)                                             |
| C        | Nicolò Corticchia   | Vicenza      | definitivo (0,6 milioni €)                                                  |
| C        | Manuel Giandonato   | Cesena       | prestito con diritto di riscatto della metà del cartellino e contro opzione |
| C        | Hadrien Ingrassia   | Pro Vercelli | prestito                                                                    |
| C        | Andrea Schiavone    | Siena        | compartecipazione (1,5 milioni €)                                           |
| C        | Leonardo Spinazzola | Lanciano     | prestito                                                                    |

### Operazioni esterne alle sessioni
| Acquisti | Acquisti | Acquisti | Acquisti |
| R.       | Nome     | da       | Modalità |
| -------- | -------- | -------- | -------- |

| Cessioni | Cessioni     | Cessioni | Cessioni   |
| R.       | Nome         | a        | Modalità   |
| -------- | ------------ | -------- | ---------- |
| P        | Matteo Trini |          | svincolato |
| D        | Lúcio        |          | svincolato |

## Risultati

### Serie A

#### Girone di andata
| Arbitro: | Romeo (Verona) |

|                            |           |  |
| Lichtsteiner 54’ Pirlo 59’ | Marcatori |  |

| Arbitro: | Valeri (Roma 2) |

|             |           |                                                  |
| Lazzari 78’ | Marcatori | 14’ (rig.) Vidal 45+1’ Vučinić 53’, 71’ Giovinco |

| Arbitro: | Rocchi (Firenze) |

|              |           |                                                |
| Immobile 18’ | Marcatori | 61’ Giaccherini 78’ (rig.) Vučinić 84’ Asamoah |

| Arbitro: | Russo (Nola) |

|                       |           |  |
| Quagliarella 63’, 68’ | Marcatori |  |

| Firenze 25 settembre 2012, ore 20:45 CEST 5ª giornata | Fiorentina          | 0 – 0 referto | Juventus | Stadio Artemio Franchi (38 440 spett.)\| Arbitro: \| Tagliavento (Terni) \| |
| Arbitro:                                              | Tagliavento (Terni) |               |          |                                                                             |

| Arbitro: | Rizzoli (Bologna) |

|                                                   |           |                    |
| Pirlo 11’ Vidal 16’ (rig.) Matri 19’ Giovinco 90’ | Marcatori | 69’ (rig.) Osvaldo |

| Arbitro: | Mazzoleni (Bergamo) |

|              |           |                         |
| Calaiò 45+2’ | Marcatori | 14’ Pirlo 85’ Marchisio |

| Arbitro: | Damato (Barletta) |

|                       |           |  |
| Cáceres 80’ Pogba 82’ | Marcatori |  |

| Arbitro: | Gervasoni (Mantova) |

|  |           |           |
|  | Marcatori | 57’ Vidal |

| Arbitro: | Romeo (Verona) |

|                              |           |            |
| Quagliarella 54’ Pogba 90+2’ | Marcatori | 71’ Taïder |

| Arbitro: | Tagliavento (Terni) |

|          |           |                                    |
| Vidal 1’ | Marcatori | 59’ (rig.), 75’ Milito 90’ Palacio |

| Arbitro: | Banti (Livorno) |

|              |           |                                                              |
| Cascione 25’ | Marcatori | 9’ Vidal 22’, 45’, 53’ Quagliarella 30’ Asamoah 37’ Giovinco |

| Torino 17 novembre 2012, ore 18:00 CET 13ª giornata | Juventus       | 0 – 0 referto | Lazio | Juventus Stadium (38 839 spett.)\| Arbitro: \| Orsato (Schio) \| |
| Arbitro:                                            | Orsato (Schio) |               |       |                                                                  |

| Arbitro: | Rizzoli (Bologna) |

|                    |           |  |
| Robinho 31’ (rig.) | Marcatori |  |

| Arbitro: | Rocchi (Firenze) |

|                                 |           |  |
| Marchisio 57’, 84’ Giovinco 67’ | Marcatori |  |

| Arbitro: | De Marco (Chiavari) |

|  |           |                  |
|  | Marcatori | 50’ Lichtsteiner |

| Arbitro: | Massa (Imperia) |

|                                    |           |  |
| Vučinić 2’ Pirlo 14’ Marchisio 27’ | Marcatori |  |

| Arbitro: | Damato (Barletta) |

|                    |           |                                |
| Pinilla 16’ (rig.) | Marcatori | 75’, 90+2’ Matri 90+5’ Vučinić |

| Arbitro: | Valeri (Roma 2) |

|                     |           |                 |
| Giovinco 24’ (rig.) | Marcatori | 53’, 69’ Icardi |

#### Girone di ritorno
| Arbitro: | De Marco (Chiavari) |

|             |           |           |
| Sansone 78’ | Marcatori | 52’ Pirlo |

| Arbitro: | Banti (Livorno) |

|                                      |           |  |
| Pogba 41’, 66’ Vučinić 72’ Matri 80’ | Marcatori |  |

| Arbitro: | Guida (Torre Annunziata) |

|                  |           |               |
| Quagliarella 54’ | Marcatori | 68’ Borriello |

| Arbitro: | Bergonzi (Genova) |

|             |           |                            |
| Théréau 52’ | Marcatori | 10’ Matri 42’ Lichtsteiner |

| Arbitro: | Mazzoleni (Bergamo) |

|                       |           |  |
| Vučinić 20’ Matri 41’ | Marcatori |  |

| Arbitro: | Rocchi (Firenze) |

|           |           |  |
| Totti 58’ | Marcatori |  |

| Arbitro: | Celi (Bari) |

|                                         |           |  |
| Lichtsteiner 30’ Giovinco 74’ Pogba 89’ | Marcatori |  |

| Arbitro: | Orsato (Schio) |

|           |           |               |
| Inler 44’ | Marcatori | 10’ Chiellini |

| Arbitro: | Giannoccaro (Lecce) |

|                   |           |  |
| Giaccherini 90+1’ | Marcatori |  |

| Arbitro: | Bergonzi (Genova) |

|  |           |                           |
|  | Marcatori | 61’ Vučinić 73’ Marchisio |

| Arbitro: | Rizzoli (Bologna) |

|             |           |                           |
| Palacio 54’ | Marcatori | 3’ Quagliarella 60’ Matri |

| Arbitro: | Peruzzo (Schio) |

|                         |           |              |
| Vučinić 73’ (rig.), 78’ | Marcatori | 82’ Cascione |

| Arbitro: | Giannoccaro (Lecce) |

|  |           |                      |
|  | Marcatori | 8’ (rig.), 28’ Vidal |

| Arbitro: | Banti (Livorno) |

|                  |           |  |
| Vidal 57’ (rig.) | Marcatori |  |

| Arbitro: | Bergonzi (Genova) |

|  |           |                           |
|  | Marcatori | 86’ Vidal 90+2’ Marchisio |

| Arbitro: | Romeo (Verona) |

|                  |           |  |
| Vidal 59’ (rig.) | Marcatori |  |

| Arbitro: | Guida (Torre Annunziata) |

|  |           |           |
|  | Marcatori | 18’ Matri |

| Arbitro: | Calvarese (Teramo) |

|             |           |            |
| Vučinić 61’ | Marcatori | 12’ Ibarbo |

| Arbitro: | Gervasoni (Mantova) |

|                                             |           |                                  |
| Éder 31’ (rig.) De Silvestri 57’ Icardi 75’ | Marcatori | 25’ Quagliarella 90’ Giaccherini |

### Coppa Italia

#### Fase finale
| Arbitro: | Guida (Torre Annunziata) |

|              |           |  |
| Giovinco 57’ | Marcatori |  |

| Arbitro: | Mazzoleni (Bergamo) |

|                          |           |                |
| Giovinco 12’ Vučinić 95’ | Marcatori | 6’ El Shaarawy |

| Arbitro: | Damato (Barletta) |

|            |           |           |
| Peluso 63’ | Marcatori | 86’ Mauri |

| Arbitro: | Banti (Livorno) |

|                             |           |             |
| González 53’ Floccari 90+3’ | Marcatori | 90+1’ Vidal |

### UEFA Champions League

#### Fase a gironi
| Arbitro: | Proença |

|                |           |                            |
| Oscar 31’, 33’ | Marcatori | 38’ Vidal 80’ Quagliarella |

| Arbitro: | Nijhuis |

|             |           |                   |
| Bonucci 25’ | Marcatori | 23’ Alex Teixeira |

| Arbitro: | Aytekin |

|              |           |             |
| Beckmann 50’ | Marcatori | 81’ Vučinić |

| Arbitro: | Stavrev |

|                                                      |           |  |
| Marchisio 6’ Vidal 23’ Giovinco 37’ Quagliarella 75’ | Marcatori |  |

| Arbitro: | Çakır |

|                                           |           |  |
| Quagliarella 38’ Vidal 61’ Giovinco 90+1’ | Marcatori |  |

| Arbitro: | Eriksson |

|  |           |                  |
|  | Marcatori | 56’ (aut.) Kučer |

#### Fase a eliminazione diretta
| Arbitro: | Undiano Mallenco |

|  |           |                                    |
|  | Marcatori | 3’ Matri 77’ Marchisio 83’ Vučinić |

| Arbitro: | Aydınus |

|                            |           |  |
| Matri 24’ Quagliarella 65’ | Marcatori |  |

| Arbitro: | Clattenburg |

|                     |           |  |
| Alaba 1’ Müller 63’ | Marcatori |  |

| Arbitro: | Velasco Carballo |

|  |           |                             |
|  | Marcatori | 64’ Mandžukić 90+1’ Pizarro |

### Supercoppa italiana
| Arbitro: | Mazzoleni (Bergamo) |

|                                                             |           |                       |
| Asamoah 37’ Vidal 74’ (rig.) Maggio 97’ (aut.) Vučinić 101’ | Marcatori | 27’ Cavani 41’ Pandev |

## Statistiche

### Statistiche di squadra
Statistiche aggiornate al 18 maggio 2013.
| Competizione        | Punti | In casa | In casa | In casa | In casa | In casa | In casa | In trasferta | In trasferta | In trasferta | In trasferta | In trasferta | In trasferta | Totale | Totale | Totale | Totale | Totale | Totale | DR  |
| Competizione        | Punti | G       | V       | N       | P       | Gf      | Gs      | G            | V            | N            | P            | Gf           | Gs           | G      | V      | N      | P      | Gf     | Gs     | DR  |
| ------------------- | ----- | ------- | ------- | ------- | ------- | ------- | ------- | ------------ | ------------ | ------------ | ------------ | ------------ | ------------ | ------ | ------ | ------ | ------ | ------ | ------ | --- |
| Serie A             | 87    | 19      | 14      | 3       | 2       | 36      | 10      | 19           | 13           | 3            | 3            | 35           | 14           | 38     | 27     | 6      | 5      | 71     | 24     | +47 |
| Coppa Italia        | -     | 3       | 2       | 1       | 0       | 4       | 2       | 1            | 0            | 0            | 1            | 1            | 2            | 4      | 2      | 1      | 1      | 5      | 4      | +1  |
| Champions League    | -     | 5       | 3       | 1       | 1       | 10      | 3       | 5            | 2            | 2            | 1            | 7            | 5            | 10     | 5      | 3      | 2      | 17     | 8      | +9  |
| Supercoppa italiana | -     | -       | -       | -       | -       | -       | -       | -            | -            | -            | -            | -            | -            | 1      | 1      | 0      | 0      | 4      | 2      | +2  |
| Totale              | -     | 27      | 19      | 5       | 3       | 50      | 15      | 25           | 15           | 5            | 5            | 43           | 21           | 53     | 35     | 10     | 8      | 97     | 38     | +59 |

### Andamento in campionato
| Giornata  | 1 | 2 | 3 | 4 | 5 | 6 | 7 | 8 | 9 | 10 | 11 | 12 | 13 | 14 | 15 | 16 | 17 | 18 | 19 | 20 | 21 | 22 | 23 | 24 | 25 | 26 | 27 | 28 | 29 | 30 | 31 | 32 | 33 | 34 | 35 | 36 | 37 | 38 |
| --------- | - | - | - | - | - | - | - | - | - | -- | -- | -- | -- | -- | -- | -- | -- | -- | -- | -- | -- | -- | -- | -- | -- | -- | -- | -- | -- | -- | -- | -- | -- | -- | -- | -- | -- | -- |
| Luogo     | C | T | T | C | T | C | T | C | T | C  | C  | T  | C  | T  | C  | T  | C  | T  | C  | T  | C  | C  | T  | C  | T  | C  | T  | C  | T  | T  | C  | T  | C  | T  | C  | T  | C  | T  |
| Risultato | V | V | V | V | N | V | V | V | V | V  | P  | V  | N  | P  | V  | V  | V  | V  | P  | N  | V  | N  | V  | V  | P  | V  | N  | V  | V  | V  | V  | V  | V  | V  | V  | V  | N  | P  |
| Posizione | 5 | 1 | 1 | 1 | 1 | 1 | 1 | 1 | 1 | 1  | 1  | 1  | 1  | 1  | 1  | 1  | 1  | 1  | 1  | 1  | 1  | 1  | 1  | 1  | 1  | 1  | 1  | 1  | 1  | 1  | 1  | 1  | 1  | 1  | 1  | 1  | 1  | 1  |

Fonte:  Serie A – Classifiche, su sport.sky.it, Sky Sport. URL consultato il 18 febbraio 2014 (archiviato dall'url originale l'11 settembre 2014).
Legenda:

Luogo: C = Casa; T = Trasferta. Risultato: V = Vittoria; N = Pareggio; P = Sconfitta.

### Statistiche dei giocatori
| Giocatore       | Serie A  | Serie A | Serie A     | Serie A    | Coppa Italia | Coppa Italia | Coppa Italia | Coppa Italia | Champions League | Champions League | Champions League | Champions League | Supercoppa italiana | Supercoppa italiana | Supercoppa italiana | Supercoppa italiana | Totale   | Totale | Totale      | Totale     |
| Giocatore       | Presenze | Reti    | Ammonizioni | Espulsioni | Presenze     | Reti         | Ammonizioni  | Espulsioni   | Presenze         | Reti             | Ammonizioni      | Espulsioni       | Presenze            | Reti                | Ammonizioni         | Espulsioni          | Presenze | Reti   | Ammonizioni | Espulsioni |
| --------------- | -------- | ------- | ----------- | ---------- | ------------ | ------------ | ------------ | ------------ | ---------------- | ---------------- | ---------------- | ---------------- | ------------------- | ------------------- | ------------------- | ------------------- | -------- | ------ | ----------- | ---------- |
| N. Anelka       | 2        | 0       | 0           | 0          | 0            | 0            | 0            | 0            | 1                | 0                | 0                | 0                | -                   | -                   | -                   | -                   | 3        | 0      | 0           | 0          |
| K. Asamoah      | 27       | 2       | 1           | 0          | 1            | 0            | 0            | 0            | 7                | 0                | 0                | 0                | 1                   | 1                   | 0                   | 0                   | 36       | 3      | 1           | 0          |
| A. Barzagli     | 34       | 0       | 5           | 0          | 4            | 0            | 0            | 0            | 9                | 0                | 0                | 0                | 1                   | 0                   | 0                   | 0                   | 48       | 0      | 5           | 0          |
| S. Beltrame     | 1        | 0       | 0           | 0          | 0            | 0            | 0            | 0            | -                | -                | -                | -                | -                   | -                   | -                   | -                   | 1        | 0      | 0           | 0          |
| N. Bendtner     | 9        | 0       | 0           | 0          | 1            | 0            | 0            | 0            | 1                | 0                | 0                | 0                | -                   | -                   | -                   | -                   | 11       | 0      | 0           | 0          |
| L. Bonucci      | 33       | 0       | 10          | 0          | 4            | 0            | 1            | 0            | 10               | 1                | 2                | 0                | 1                   | 0                   | 1                   | 0                   | 48       | 1      | 14          | 0          |
| G. Buffon       | 32       | -19     | 0           | 0          | 1            | -0           | 0            | 0            | 10               | -8               | 0                | 0                | 1                   | -2                  | 0                   | 0                   | 44       | -29    | 0           | 0          |
| M. Cáceres      | 18       | 1       | 1           | 0          | 2            | 0            | 0            | 0            | 2                | 0                | 0                | 0                | -                   | -                   | -                   | -                   | 22       | 1      | 1           | 0          |
| G. Chiellini    | 24       | 1       | 5           | 0          | 0            | 0            | 0            | 0            | 8                | 0                | 4                | 0                | -                   | -                   | -                   | -                   | 32       | 1      | 9           | 0          |
| P. De Ceglie    | 14       | 0       | 3           | 0          | 3            | 0            | 0            | 0            | 1                | 0                | 0                | 0                | 0                   | 0                   | 0                   | 0                   | 18       | 0      | 3           | 0          |
| E. Giaccherini  | 17       | 3       | 1           | 0          | 3            | 0            | 1            | 0            | 4                | 0                | 0                | 0                | 1                   | 0                   | 0                   | 0                   | 25       | 3      | 2           | 0          |
| S. Giovinco     | 31       | 7       | 4           | 0          | 3            | 2            | 1            | 0            | 7                | 2                | 1                | 0                | 1                   | 0                   | 1                   | 0                   | 42       | 11     | 7           | 0          |
| M. Isla         | 11       | 0       | 1           | 0          | 4            | 0            | 1            | 0            | 5                | 0                | 0                | 0                | -                   | -                   | -                   | -                   | 20       | 0      | 2           | 0          |
| S. Lichtsteiner | 28       | 4       | 6           | 0          | 1            | 0            | 0            | 0            | 6                | 0                | 3                | 0                | 1                   | 0                   | 1                   | 0                   | 36       | 4      | 10          | 0          |
| Lúcio           | 1        | 0       | 0           | 0          | 0            | 0            | 0            | 0            | 2                | 0                | 0                | 0                | 1                   | 0                   | 0                   | 0                   | 4        | 0      | 0           | 0          |
| C. Marchisio    | 29       | 6       | 4           | 0          | 2            | 0            | 0            | 0            | 8                | 2                | 4                | 0                | 1                   | 0                   | 0                   | 0                   | 40       | 8      | 8           | 0          |
| L. Marrone      | 10       | 0       | 0           | 0          | 4            | 0            | 0            | 0            | 1                | 0                | 0                | 0                | 0                   | 0                   | 0                   | 0                   | 15       | 0      | 0           | 0          |
| A. Matri        | 22       | 8       | 3           | 0          | 3            | 0            | 0            | 0            | 9                | 2                | 0                | 0                | 1                   | 0                   | 0                   | 0                   | 35       | 10     | 3           | 0          |
| S. Padoin       | 20       | 0       | 3           | 0          | 2            | 0            | 0            | 0            | 3                | 0                | 1                | 0                | 1                   | 0                   | 0                   | 0                   | 26       | 0      | 4           | 0          |
| F. Peluso       | 12       | 0       | 5           | 0          | 2            | 1            | 0            | 0            | 3                | 0                | 1                | 0                | -                   | -                   | -                   | -                   | 17       | 1      | 6           | 0          |
| S. Pepe         | 1        | 0       | 0           | 0          | 0            | 0            | 0            | 0            | 0                | 0                | 0                | 0                | -                   | -                   | -                   | -                   | 1        | 0      | 0           | 0          |
| A. Pirlo        | 32       | 5       | 8           | 0          | 2            | 0            | 0            | 0            | 10               | 0                | 0                | 0                | 1                   | 0                   | 0                   | 0                   | 45       | 5      | 8           | 0          |
| P. Pogba        | 27       | 5       | 1           | 1          | 2            | 0            | 0            | 0            | 8                | 0                | 1                | 0                | -                   | -                   | -                   | -                   | 37       | 5      | 2           | 1          |
| F. Quagliarella | 27       | 9       | 0           | 0          | 1            | 0            | 0            | 0            | 7                | 4                | 0                | 0                | 0                   | 0                   | 0                   | 0                   | 35       | 13     | 0           | 0          |
| Rubinho         | 1        | -0      | 0           | 0          | 0            | -0           | 0            | 0            | 0                | -0               | 0                | 0                | -                   | -                   | -                   | -                   | 1        | -0     | 0           | 0          |
| M. Storari      | 6        | -5      | 0           | 0          | 3            | -4           | 0            | 0            | 0                | -0               | 0                | 0                | 0                   | -0                  | 0                   | 0                   | 9        | -9     | 0           | 0          |
| A. Vidal        | 31       | 10      | 11          | 0          | 4            | 1            | 2            | 0            | 9                | 3                | 3                | 0                | 1                   | 1                   | 0                   | 0                   | 45       | 15     | 16          | 0          |
| M. Vučinić      | 31       | 10      | 5           | 0          | 3            | 1            | 1            | 0            | 8                | 2                | 0                | 0                | 1                   | 1                   | 0                   | 0                   | 43       | 14     | 6           | 0          |

## Giovanili

### Piazzamenti
- Primavera:
  - Campionato primavera: quarti di finale
  - Coppa Italia: vincitore
  - Torneo di Viareggio: ottavi di finale
  - NextGen Series: quarti di finale

### Esplicative
1. ↑  Conte squalificato fino al 9 dicembre 2012 a seguito delle sentenze dello scandalo italiano del calcioscommesse del 2011,[1] viene sostituito ad interim dal collaboratore tecnico Massimo Carrera[2] fino al 15 ottobre, e dall'allenatore in seconda Angelo Alessio (a sua volta squalificato nella succitata inchiesta calcioscommesse[3]) dal 16 ottobre al 9 dicembre.

### Bibliografiche
1. 1 2   Conte, sconto di 6 mesi. In panchina dal 9 dicembre, su gazzetta.it, 5 ottobre 2012.
2. 1 2   Carrera: «Avremo grandi motivazioni», su juventus.com, 10 agosto 2012 (archiviato dall'url originale l'11 aprile 2013).
3. 1 2   Alessio, nuovo sconto del Tnas, su gazzetta.it, 12 ottobre 2012.
4. 1 2 3  (EN) Attendance Statistics of Serie A 2012-2013, su stadiapostcards.com.
5. ↑   Maglie: nessuna stella e “30 sul campo”, su juventus.com, 8 giugno 2012 (archiviato dall'url originale l'11 aprile 2013).
6. ↑   Sentenze: 10 mesi a Conte, assolti Bonucci e Pepe, su gazzetta.it, 10 agosto 2012.
7. ↑   Conte, confermati 10 mesi. Grosseto salvo, Lecce giù, su gazzetta.it, 22 agosto 2012.
8. ↑   Marco Gaetani, Supercoppa alla Juve, ma il Napoli è furioso, su repubblica.it, 11 agosto 2012.
9. ↑   Luca Calamai, Un rosso, l'Udinese in tilt Juve scatenata col folletto SuperGiovinco non dà scampo, in La Gazzetta dello Sport, 3 settembre 2012.
10. ↑   Grande Juve: pari in rimonta a Londra, contro il Chelsea finisce 2-2, su gazzetta.it, 19 settembre 2012.
11. ↑   Brivido Juve, ma ci pensa Pogba, su sportmediaset.mediaset.it, 31 ottobre 2012. URL consultato il 5 novembre 2012.
12. ↑   Mario Sconcerti, Vidal, Pogba, difesa e ricambi efficaci. Così la Juve di Conte ha costruito il bis, su corriere.it, 5 maggio 2013 (archiviato dall'url originale il 2 luglio 2013).
13. ↑   Gaetano De Stefano, Robinho rilancia il Milan, Juve al secondo k.o stagionale, su gazzetta.it, 25 novembre 2012.
14. ↑   Riccardo Pratesi, La Juve si prende tutto, vittoria e primo posto, su gazzetta.it, 5 dicembre 2012.
15. ↑   Alberto Gasparri, Juve, regalo a Conte: 1-0 a palermo, su sportmediaset.mediaset.it, 9 dicembre 2012.
16. ↑   Jacopo Gerna, Juve campione d'inverno, Atalanta spazzata via in 30', su gazzetta.it, 16 dicembre 2012.
17. ↑   Jacopo Gerna, Cagliari-Juventus 1-3, Matri top-player di Natale, su gazzetta.it, 21 dicembre 2012.
18. ↑   G. B. Olivero, Juventus, bomber Vidal: il tuttocampista ha già superato la prova del nove, su gazzetta.it, 1º maggio 2013.
19. ↑   Riccardo Pratesi, Juventus-Sampdoria 1-2. Doppio Icardi, capolista k.o., su gazzetta.it, 6 gennaio 2013.
20. ↑   Riccardo Pratesi, Juventus-Udinese 4-0: super Pogba, Conte allunga sulla Lazio e aspetta il Napoli, su gazzetta.it, 19 gennaio 2013.
21. ↑   Riccardo Pratesi, Juve-Genoa, che bufera, su gazzetta.it, 27 gennaio 2013.
22. ↑   Juve: Conte e Bonucci, 2 turni di stop. Una giornata a Chiellini, Marotta inibito, su gazzetta.it, 28 gennaio 2013.
23. ↑   Mirko Graziano, Juve, il gennaio nero, su gazzetta.it, 30 gennaio 2013.
24. ↑   Riccardo Pratesi, Champions, Celtic-Juventus 0-3. Matri-Marchisio-Vucinic: quarti a un passo, su gazzetta.it, 12 febbraio 2013.
25. ↑   Nicola Melillo, Roma-Juventus 1-0, Totti lancia un meteorite: campionato riaperto, su gazzetta.it, 16 febbraio 2013.
26. ↑   Maurizio Nicita, Napoli-Juventus 1-1: a Chiellini risponde Inler. Conte esulta: resta a +6, su gazzetta.it, 1º marzo 2013.
27. ↑   Alberto Gasparri, La Juve vola ai quarti di Champions, su sportmediaset.mediaset.it, 6 marzo 2013.
28. ↑   Riccardo Pratesi, Juventus-Catania 1-0, Giaccherini decisivo. La capolista vede già lo scudetto, su gazzetta.it, 10 marzo 2013.
29. ↑   Riccardo Pratesi, Juventus-Palermo 1-0, il sogno è realtà. Conte, il bis-scudetto è tuo, su gazzetta.it, 5 maggio 2013.
30. ↑   Juventus e gruppo Fiat, tre anni insieme, su juventus.com, 6 aprile 2012 (archiviato dall'url originale l'11 aprile 2013).
31. ↑   Matteo Perri, La prima maglia della Juventus 2012-2013, su passionemaglie.it, 11 luglio 2012.
32. ↑   Matteo Perri, La divisa away della Juventus 2012-2013 con la scritta "30 sul campo", su passionemaglie.it, 16 giugno 2012.
33. ↑  (EN) 'The official verdict of 28 titles is farcical' - Do Juventus have the right to add a third gold star to their shirt?, su goal.com, 10 maggio 2012.
34. ↑   Edoardo Revello, "Star Wars" tra Juventus e Federazione per l'apposizione della terza stella, su sportelegge.gazzetta.it, 16 maggio 2012. URL consultato il 5 dicembre 2018 (archiviato dall'url originale il 5 dicembre 2018).
35. ↑   Maglie: nessuna stella e "30 sul campo", su juventus.com, 8 giugno 2012 (archiviato dall'url originale l'11 aprile 2013).
36. ↑  Rescinde il contratto con il club il 17 dicembre 2012.
37. 1 2  Acquistato durante la sessione invernale di calciomercato
38. ↑  Aggregato alla prima squadra dalla formazione Primavera, cfr.  Stefano Zavagli, Beltrame, debutto in serie A. Un biellese alla Juve dopo Bercellino e Mazzia, su lastampa.it, 28 gennaio 2013.
39. 1 2 3   Chibsah e Anacoura, doppio accordo con il Parma, su juventus.com, 17 agosto 2012 (archiviato dall'url originale l'11 aprile 2013).
40. 1 2 3 4 5 6 7 8 9 10 11 12 13 14 15 16 17 18 19 20 21 22 23   RESOCONTO INTERMEDIO DI GESTIONE AL 31 MARZO 2013, su syndication.teleborsa.it. URL consultato il 18 maggio 2013 (archiviato dall'url originale il 4 marzo 2016).
41. 1 2 3 4 5 6 7 8 9 10 11 12 13 14 15 16 17 18 19 20 21 22 23 24 25 26 27 28 29 30 31 32 33 34 35 36 37 38 39 40 41 42 43   Tutti i trasferimenti, in legaseriea.it. URL consultato il 18 luglio 2012 (archiviato dall'url originale il 7 settembre 2012).
42. ↑   Accordo con il Brescia Calcio per l'acquisto del calciatore Nicola Leali (PDF)[collegamento interrotto], Juventus Football Club, 3 luglio 2012.
43. ↑   Rubinho in bianconero, su juventus.com, 29 agosto 2012 (archiviato dall'url originale il 6 dicembre 2012).
44. 1 2   Operazioni di mercato, su juventus.com, 22 giugno 2012 (archiviato dall'url originale l'11 aprile 2013).
45. ↑   Felipe Miñambres: "Ahora vamos a centrarnos en las salidas", in rayovallecano.es, 19 luglio 2012. URL consultato il 19 agosto 2012 (archiviato dall'url originale il 28 gennaio 2013).
46. 1 2   Manuel Giandonato e Matteo Gentili in biancorosso, in vicenzacalcio.com, 28 agosto 2012. URL consultato il 28 agosto 2012 (archiviato dall'url originale il 5 luglio 2013).
47. ↑   Lucio è bianconero, su juventus.com, 4 luglio 2012 (archiviato dall'url originale il 19 aprile 2013).
48. ↑   Accordo con la Pro Vercelli, Masi in comproprietà, su juventus.comdata=6 luglio 2012 (archiviato dall'url originale l'11 aprile 2013).
49. 1 2   Masi, è solo Juve, su juventus.com, 22 agosto 2012 (archiviato dall'url originale l'11 aprile 2013).
50. ↑   Tutti i trasferimenti, in legaseriea.it. URL consultato il 6 agosto 2012 (archiviato dall'url originale il 7 settembre 2012).
51. 1 2   Druhý Michalovčan v Juventuse Turín!, in web.mfkzemplin.sk. URL consultato il 13 agosto 2012.
52. 1 2 3   Accordi con l'Udinese Calcio S.P.A. (PDF), Juventus Football Club, 2 luglio 2012 (archiviato dall'url originale il 22 dicembre 2014).
53. 1 2 3 4 5   Partecipazioni (PDF), su legaseriea.it. URL consultato l'8 luglio 2012 (archiviato dall'url originale il 26 giugno 2013).
54. ↑   Risoluzione accordo di partecipazione relativo al calciatore Emanuele Giaccherini[collegamento interrotto], Juventus Football Club, 19 giugno 2012.
55. ↑   Ufficiale, Pogba alla Juventus, su juventus.com, 4 agosto 2012 (archiviato dall'url originale il 3 gennaio 2013).
56. ↑   Primavera, prima uscita a Chiusa, su juventus.com, 22 luglio 2012 (archiviato dall'url originale l'11 aprile 2013).
57. 1 2   Il mercato dei giovani bianconeri, su juventus.com, 19 giugno 2012 (archiviato dall'url originale l'11 aprile 2013).
58. ↑   Bendtner è bianconero, su juventusmcom, 31 agosto 2012 (archiviato dall'url originale l'11 aprile 2013).
59. ↑   Raimondo De Magistris, Juventus, Marotta: "Attacco? In Europa necessitiamo di un valore maggiore", su tuttomercatoweb.com, 28 ottobre 2012.
60. ↑   Accordo con la società Genoa C.F.C. S.P.A. relativo al calciatore Richmond Boakye (PDF), Juventus Football Club, 16 luglio 2012 (archiviato dall'url originale il 21 dicembre 2014).
61. 1 2 3   Accordi con l'Atalanta Bergamasca Calcio (PDF)[collegamento interrotto], Juventus Football Club.
62. ↑   Risoluzione accordo di partecipazione relativo al calciatore Sebastian Giovinco (PDF), Juventus Football Club, 21 giugno 2012 (archiviato dall'url originale il 28 settembre 2014).
63. 1 2   Costantino e Alcibiade ceduti in prestito, su juventus.com, 30 agosto 2012 (archiviato dall'url originale l'11 aprile 2013).
64. 1 2 3 4 5 6 7 8 9 10 11 12 13 14 15 16 17 18 19 20 21 22 23 24 25   Tutti i trasferimenti B, in legaseriea.it. URL consultato il 6 agosto 2012 (archiviato dall'url originale il 18 gennaio 2014).
65. ↑   Nicola Leali al Lanciano, su juventus.com, 30 agosto 2012 (archiviato dall'url originale l'11 aprile 2013).
66. 1 2   Asamoah e Isla alla Juventus, su juventus.com, 2 luglio 2012 (archiviato dall'url originale il 3 gennaio 2013).
67. ↑   Confermato Nicolò Donida, ingaggiato Gianluca Carfora, su cuneocalcio.it, 13 luglio 2012. URL consultato il 16 luglio 2012.
68. 1 2 3 4 5 6 7   Operazioni di mercato in uscita, su juventus.com, 31 agosto 2012 (archiviato dall'url originale il 4 gennaio 2013).
69. ↑   Comunicato stampa società, in vda-saintchristophe.it. URL consultato il 7 agosto 2012 (archiviato dall'url originale il 28 aprile 2012).
70. 1 2   Calciomercato Perugia, ufficiale: Liviero e Garcia in biancorosso [collegamento interrotto], in acperugiacalcio.it, 21 agosto 2012. URL consultato il 21 agosto 2012.
71. ↑   Motta in prestito al Bologna, su juventus.com, 19 luglio 2012 (archiviato dall'url originale il 27 gennaio 2013).
72. ↑   Simone Branca, centrocampista del Novara, e Gianluca Rubin, difensore della Juventus, su fc-suedtirol.com, 16 luglio 2012. URL consultato il 16 luglio 2012.
73. ↑   Рето Циглер - в «Локомотиве»!, in fclm.ru, 6 settembre 2012. URL consultato il 6 settembre 2012 (archiviato dall'url originale l'11 settembre 2012).
74. ↑   Gabriel Appelt alla Pro Vercelli, su juventus.com, 30 agosto 2012 (archiviato dall'url originale l'11 aprile 2013).
75. ↑   Colpo Bianco, in carpifc1909.it. URL consultato il 21 agosto 2012 (archiviato dall'url originale il 22 settembre 2013).
76. ↑   Filippo Boniperti all’Empoli, su juventus.com, 30 agosto 2012 (archiviato dall'url originale l'11 aprile 2013).
77. ↑   Luca Castiglia in biancorosso, in vicenzacalcio.com, 4 agosto 2012. URL consultato il 4 agosto 2012 (archiviato dall'url originale il 5 luglio 2013).
78. 1 2   OPERAZIONI DI MERCATO [collegamento interrotto], su carraresecalcio.it, 18 luglio 2012. URL consultato il 18 luglio 2012.
79. ↑   Risoluzione accordo di partecipazione relativo al calciatore Albin Ekdal (PDF)[collegamento interrotto], Juventus Football Club, 22 giugno 2012.
80. ↑   Accordo con il Werder Bremen per la cessione del calciatore Eljero Elia (PDF)[collegamento interrotto], Juventus Football Club, 10 luglio 2012.
81. ↑   Giandonato in prestito al Vicenza, su juventus.com, 29 agosto 2012 (archiviato dall'url originale il 3 gennaio 2013).
82. ↑   Accordo con il Fenerbahche per la cessione definitiva del calciatore Milos Krasic (PDF)[collegamento interrotto], Juventus Football Club, 4 agosto 2012.
83. ↑   Martinez in prestito al Cluj, su juventus.com, 3 settembre 2012 (archiviato dall'url originale l'11 aprile 2013).
84. ↑   Felipe Melo de Carvalho Galatasaray'da, in galatasaray.org, 10 agosto 2012. URL consultato il 10 agosto 2012.
85. ↑   Michele Pazienza al Bologna, su juventus.com, 30 agosto 2012 (archiviato dall'url originale il 3 gennaio 2013).
86. ↑   Fausto Rossi in prestito al Brescia, su juventus.com, 22 agosto 2012 (archiviato dall'url originale l'11 aprile 2013).
87. ↑   partecipazioni (PDF), su legaseriea.it, legaseria.it. URL consultato il 17 giugno 2012 (archiviato dall'url originale il 26 giugno 2013).
88. ↑   Dalla Juventus arriva in giallorosso l'attaccante Niko Bianconi, in uspoggibonsi.it, 19 agosto 2012. URL consultato il 21 agosto 2012 (archiviato dall'url originale il 27 aprile 2014).
89. ↑  Trasferitosi al Sydney FC nella stessa sessione di mercato.
90. 1 2 3 4   Le operazioni di mercato con Parma e Siena, su juventus.com, 31 gennaio 2013 (archiviato dall'url originale l'11 aprile 2013).
91. ↑   Peluso in bianconero, su juventus.com, 3 gennaio 2013 (archiviato dall'url originale l'11 aprile 2013).
92. ↑   Cevallos è bianconero, su juventus.com, 28 gennaio 2013 (archiviato dall'url originale l'11 aprile 2013).
93. ↑   Cevallos ora può giocare, su juventus.com, 15 febbraio 2013 (archiviato dall'url originale l'11 aprile 2013).
94. ↑   Cancellotti e Belfasti al Gubbio [collegamento interrotto], su asgubbio1910.com, 17 gennaio 2013. URL consultato il 17 gennaio 2013.
95. ↑   Ecco Simone Di Dio. Venerdì conferenza stampa al 'Tursi', su asmartinafranca1947.it, 10 gennaio 2013. URL consultato il 10 gennaio 2013 (archiviato dall'url originale il 21 gennaio 2013).
96. ↑   Prince Gouano in biancorosso [collegamento interrotto], su vicenzacalcio.com, 28 gennaio 2013. URL consultato il 28 gennaio 2013.
97. ↑   DALLA JUVE ARRIVA MASI, IL "REGALO" DEL PATRON EDOARDO LONGARINI, su ternanacalcio.com, 28 gennaio 2013. URL consultato il 28 gennaio 2013.
98. ↑   Riccardo Mattelli di nuovo in biancazzurro [collegamento interrotto], su folignocalcio.com, 5 gennaio 2013. URL consultato il 5 gennaio 2013.
99. 1 2   Tutte le ultime operazioni di mercato, su juventus.com, 31 gennaio 2013 (archiviato dall'url originale l'11 aprile 2013).
100. ↑   Manuel Giandonato altro rinforzo per il centrocampo, su cesenacalcio.it, 31 gennaio 2013. URL consultato il 31 gennaio 2013 (archiviato dall'url originale il 4 marzo 2016).
101. ↑   Plasmati e Spinazzola per l'attacco rossonero.: Dopo l'accordo arriva anche l'ufficialità dei documenti. Domani pomeriggio, alle 17, la presentazione al "Biondi"., su virtuslanciano.it, 28 gennaio 2013. URL consultato il 28 gennaio 2013 (archiviato dall'url originale il 1º febbraio 2013).
102. ↑   ESCLUSIVA TJ - Matteo Trini: "Allenarsi con Buffon esperienza fantastica, la Juve con Conte non molla mai, io dopo l'inferno rivedo il paradiso", su tuttojuve.com, 22 dicembre 2012. URL consultato il 27 dicembre 2012.
103. ↑   Lucio, rescisso il contratto, su juventus.com, 17 dicembre 2012 (archiviato dall'url originale l'11 gennaio 2013).
104. ↑  Gara disputata a Parma su disposizione della Lega Nazionale Professionisti Serie A, stante l'indisponibilità dello stadio Nereo Rocco di Trieste - indicato come sede per gli incontri casalinghi del Cagliari - e la mancata concessione da parte del prefetto di Cagliari del nulla osta per l'utilizzo dello stadio Is Arenas di Quartu Sant'Elena; cfr.  Comunicato ufficiale n. 109 del 19 dicembre 2012 (PDF), su legaseriea.it, Lega Serie A, 19 dicembre 2012. URL consultato il 24 dicembre 2020 (archiviato dall'url originale il 30 agosto 2021).
105. ↑  Incontro sospeso dal direttore di gara al 28', per circa 8 minuti, a causa degli incidenti tra le due tifoserie (lancio di fumogeni e oggetti in campo); cfr.  Atalanta-Juventus, alta tensione: scontri tra i tifosi: sei feriti, in Il Giorno, 8 maggio 2013. URL consultato il 9 maggio 2021.